# Operação Osoaviakhim

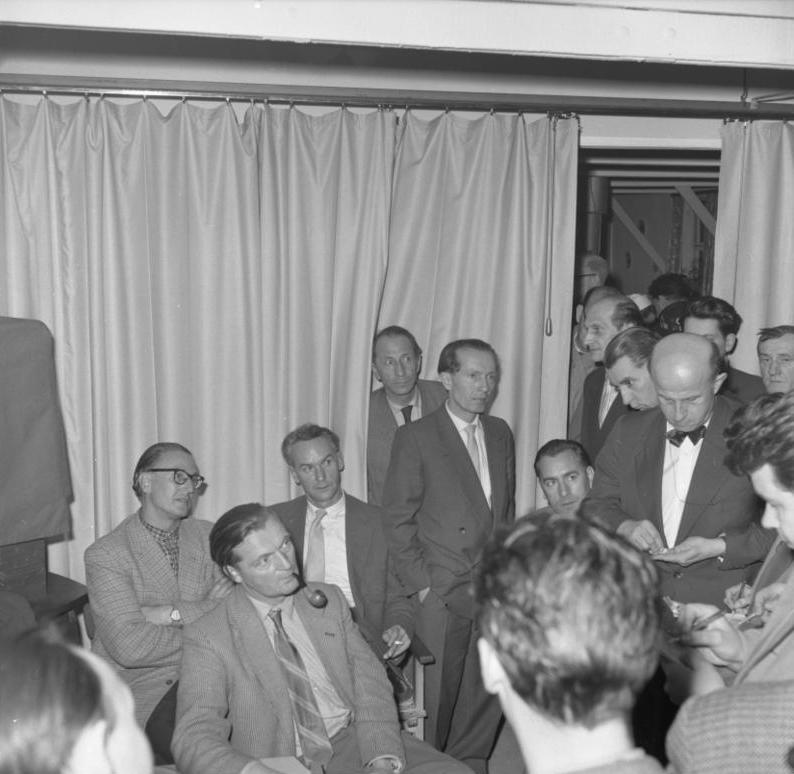
Cientistas alemães repatriados de Sukhumi, 1958.

Operação Osoaviakhim (russo romanizado: Operatsiya "Osoaviakhim") foi uma operação soviética secreta sob a qual mais de 2.500 ex-especialistas alemães nazistas; ou seja, cientistas, engenheiros e técnicos que trabalhavam em áreas especializadas de empresas e instituições relevantes para a política militar e econômica na zona de ocupação soviética na Alemanha (SBZ) e no setor soviético de Berlim, bem como cerca de 4.000 membros da família, totalizando mais de 6.000 pessoas, foram transportados da antiga Alemanha Nazista como reparações de guerra [en] para a União Soviética. Aconteceu nas primeiras horas da manhã de 22 de outubro de 1946, quando o MVD [en] (anteriormente NKVD) e unidades do Exército Soviético sob a direção da Administração Militar Soviética na Alemanha [en] (SMAD), chefiada por Ivan Serov.
Muitos equipamentos relacionados também foram transferidos, com o objetivo de literalmente transplantar centros de pesquisa e pesquisa de produção, como o centro de foguetes V-2 realocado de Mittelwerk, na Alemanha para a União Soviética, e coletar o máximo de material possível de centros de teste, como o Centro de testes de aviação militar central da Luftwaffe em Erprobungstelle Rechlin, tomado pelo Exército Vermelho em 2 de maio de 1945.
O codinome Osoaviakhim é o acrônimo da, então, grande organização soviética OSOAVIAKhIM, que recrutou civis para o Exército Vermelho durante a Segunda Guerra Mundial (e posteriormente renomeada para DOSAAF) que foi erroneamente usado pela primeira vez em 23 de outubro de 1946, por a emissora "Deutsche Allgemeine Nachrichtenagentur [de]" (DENA) da potência ocupante dos EUA e adaptada pelo Central Intelligence Group (CIG), antecessor da CIA, como Operação Ossavakim. Outra organização predecessora da CIA, o Escritório de Serviços Estratégicos (OSS) usou o termo Operação Ossavakim pela primeira vez em 13 de janeiro de 1947. O uso do codinome não foi identificado nos arquivos soviéticos.(p82)
A campanha Osoaviakhim serviu para garantir a transferência de know-how e é descrita na Rússia como "Especialistas Estrangeiros na URSS". Em alguns casos, as famílias dos afetados e seus móveis também foram realocados. Os anos na União Soviética transcorreram sem contratos de trabalho e legitimação por meio de documentos pessoais.
A operação tem paralelos com outras operações aliadas, como a Operação Alsos, a Operação Paperclip e a Alsos russa [en], nas quais os Aliados trouxeram especialistas militares e cientistas da Alemanha para seus respectivos territórios.